# 許瑜真
許瑜真（1980年—），台灣雲林人，中華民國網際網路從業者，中文維基百科前管理員。

## 生平
高中就讀台中女中，之後進入國立臺灣海洋大學，2003年於長庚大學基礎醫學研究所取得病毒学碩士學位，2004年加入維基百科，並于2006年1月3日成為中文維基百科的管理員。2006年，擔任中央研究院資訊科學研究所研究助理的許瑜真負責接待首次訪問台灣的維基百科創辦人吉米·威爾斯，威爾斯邀請她加入Wikia。許瑜真在Wikia負責華人區的社群聯繫，是其亞洲區第一位員工。2006-2007年間，許瑜真與聯合報系法務專員鄧傑及中研院資訊所同仁劉自強、姜天戩、黃筱如共同籌辦台北2007維基年會，許瑜真擔任志工輔導長，負責志工招募以及統籌贊助。後許瑜真從事軟體評測工作，擔任台灣數位文化協會常務監事，以及加入威奈信息科技（上海）有限公司負責互聯網營銷。